# 广西山矾
广西山矾（学名：Symplocos kwangsiensis）为山矾科山矾属下的一个种。

## 扩展阅读
- 維基物種上的相關：广西山矾